# Cripsey Brook
Der Cripsey Brook ist ein Wasserlauf in Essex, England. Er entsteht nordwestlich von North Weald Bassett, östlich des M11 motorway und fließt zunächst in östlicher Richtung. Östlich von Moreton, das er südlich passiert wendet er sich nach Süden. Er fließt im Westen von Chipping Ongar. Im Süden von Chipping Ongar wendet er sich wieder nach Osten und trennt so Marden Ash von Chipping Ongar. Er mündet dann in den River Roding.